# Fratel Coniglietto
Fratel Coniglietto (Br'er Rabbit in originale) è uno dei personaggi principali de "Le Storie dello zio Remo", scritti da Joel Chandler Harris negli anni 1870.
Le storie di Fratel Coniglietto hanno origini Cherokee. La storia del Bambino di Pece (Tar Baby) venne infatti pubblicata nell'edizione del 1845 di Cherokee Advocate tre anni prima che Joel Chandler Harris nascesse.
Le storie di Fratel Coniglietto si erano diffuse per trasmissione orale tra gli schiavi che lavoravano nelle piantagioni in Vacherie, Louisiana. Nel tardo XIX secolo Harris raccolse e pubblicò molti dei racconti su Fratel Coniglietto che fino ad allora si erano trasmesse oralmente. Harris ascoltò le storie in Georgia. Versioni molto simili delle stesse storie vennero registrate indipendentemente nello stesso tempo dal folklorista Alcée Fortier nel sud della Louisiana, dove Fratel Coniglietto era conosciuto come Compère Lapin.

## Fratel Coniglietto nella versione Disney

Il Fratel Coniglietto nel film Disney

Il film del 1946 della Disney I racconti dello zio Tom è un adattamento cinematografico di tre storie di Fratel Coniglietto, "The Laughing Place", "The Tar Baby", e "The Briar Patch". In contrasto a come viene dipinto il personaggio nelle prime illustrazioni di Frederick S. Church, A. B. Frost, e E. W. Kemble, il Fratel Coniglietto disneyano venne disegnato in modo più cartoonesco.
Quasi in contemporanea con il film, la Disney produsse delle tavole domenicali di Fratel Coniglietto, fumetti a puntate che venivano pubblicati ogni domenica sui quotidiani americani al ritmo di una tavola alla settimana. Queste tavole erano inizialmente disegnate da Paul Murry, celebre disegnatore Disney in seguito specializzatosi a disegnare storie di Topolino. In seguito (a partire dal 1946) le storie di Fratel Coniglietto in versione comics vennero pubblicate dalla Western Publishing, sempre disegnate da Paul Murry. Le tavole domenicali di Fratel Coniglietto, iniziate il 14 ottobre 1945, proseguirono fino al 31 dicembre 1972: le prime tre storie a continuazione erano degli adattamenti delle sequenze animate del lungometraggio, mentre le successive erano completamente originali. A partire dal 20 febbraio 1949 le tavole domenicali del personaggio divennero autoconclusive. Successivamente il personaggio divenne una presenza ricorrente nelle storie Disney di produzione danese e olandese.
Il Fratel Coniglietto disneyano è noto per la sua furbizia e astuzia, grazie al quale riesce sempre a uscire vivo dalle trappole preparate da Comare Volpe e Compare Orso, che lo vorrebbero mangiare. In Italia le storie di Fratel Coniglietto vennero pubblicate su Topolino già sul numero 1 dell'aprile 1949. I primi traduttori però, poiché in italiano i nomi di alcuni animali sono di genere femminile, furono costretti a femminilizzare alcuni personaggi traducendo Brer Fox (brer significa fratello) con Sora Volpe. I traduttori successivi per non far perdere la mascolinità a Brer Fox decisero di tradurlo con Compar Volpone, risolvendo il problema che "Volpe" in italiano è femminile, mentre il personaggio della Disney era un maschio (in questo modo hanno però provocato una divergenza col doppiaggio del film, in cui la volpe ha il titolo di comare). La versione Disney di Fratel Coniglietto è stata poi protagonista di varie storie pubblicate su Topolino, anche di produzione italiana (come L'inferno di Topolino).
A partire dal 2021 tutti i personaggi comparsi nel film I racconti dello zio Tom sono stati banditi dalla Disney a causa della natura controversa del suddetto lungometraggio. Il loro utilizzo è stato proibito in tutte le storie, comprese quelle degli altri personaggi Disney come Ezechiele Lupo (dove compariva spesso Compare Orso). Il bando si estende anche alle ristampe: una storia di Carl Barks con protagonista Nonna Papera, The Flying Farm Hand, è stata omessa dalla ristampa del volume 21 della The Complete Carl Barks Disney Library per via della presenza di Comare Volpe (la storia era presente nella prima edizione datata 2019). La Disney ha provveduto a rimuovere i personaggi del lungometraggio anche dalle attrazioni dei parchi di divertimento (come la Splash Mountain).